# سيرجيو فيلا
سيرجيو فيلا (بالإسبانية: Sergio Vela)‏ هو مصمم أزياء تقليدية ومحامي مكسيكي، ولد في 27 يونيو 1964 في مدينة مكسيكو في المكسيك.